# Eudarcia haliplancta
Eudarcia haliplancta is een vlinder uit de familie van de Meessiidae. Deze soort is voor het eerst wetenschappelijk beschreven als Demobrotis haliplancta door Edward Meyrick in een publicatie uit 1927.
De soort komt voor in Bermuda.